# پلسیسویل، کبک
پلسیسویل (به فرانسوی: Plessisville) شهرکی در منطقه شهری لرابل ناحیه سانتر-دو-کبک در استان کبک کانادا است. در سرشماری سال ۲۰۱۱ این شهرک ۶٬۷۰۶ نفر جمعیت داشته‌است و مساحت آن ۴٫۴۴ کیلومتر مربع است.